# Richard Langley
Richard Barrington Michael Langley (Harlesden, 27 dicembre 1979) è un ex calciatore giamaicano, di ruolo centrocampista.

## Caratteristiche tecniche
Era un trequartista.

## Carriera

### Club
Ha cominciato a giocare nel QPR. Nel 2004 è passato al Cardiff City. Nel 2005 è tornato al QPR. Nel 2006 si è trasferito al Luton Town. Al termine della stagione 2007-2008 è rimasto svincolato. Nel novembre 2008 è stato ingaggiato dal Bristol Rovers. Nel 2010 ha giocato nel Pattaya Utd. Nel 2011 ha firmato un contratto con il TOT. Nel 2012 è stato ingaggiato dall'Hemel H. Town. Il 29 novembre 2012 è stato acquistato dallo Staines Town, con cui ha concluso la propria carriera nel 2013.

### Nazionale
Ha debuttato in Nazionale il 18 maggio 2002, nell'amichevole Nigeria-Giamaica (1-0). Ha messo a segno la sua prima rete con la maglia della Nazionale il 6 luglio 2003, nell'amichevole Giamaica-Cuba (1-2), siglando la rete del definitivo 1-2 al minuto 86. Ha partecipato, con la Nazionale, alla CONCACAF Gold Cup 2003. Ha collezionato in totale, con la maglia della Nazionale, 18 presenze e due reti.